# Red Mundial de Oración del Papa
La Red Mundial de Oración del Papa, anteriormente llamado el Apostolado de la Oración, y que incluye el Movimiento Eucarístico Juvenil, es una obra pontificia de la Iglesia Católica, cuya misión es movilizar a los católicos por la oración y la acción ante los desafíos de la humanidad y de la misión de la Iglesia. Los desafíos se presentan en forma de intenciones de oración mensuales que el Papa confía, a través de su Red Mundial de Oración, a todos los fieles del mundo. Esta red de personas unidas por la oración tiene como objetivos ser apóstoles en la vida diaria a través de la dinámica del Corazón de Jesús, que se define como una misión de compasión por el mundo.
Fundada en 1844 como Apostolado de la Oración, cambió su nombre a Red Mundial de Oración del Papa en 2016, y en marzo de 2018, el Papa Francisco constituyó este servicio eclesial como obra pontificia, aprobando sus nuevos estatutos. En diciembre de 2020 el Papa constituyó esta obra pontificia como fundación vaticana y aprobó sus nuevos estatutos. Hoy, está presente en 89 países y lo integran más de 22 millones de católicos, incluyendo su rama dedicada específicamente a los jóvenes de 5 a 25 años: el Movimiento Eucarístico Juvenil (MEJ).
En el año 2019, cumplió 175 años de historia y lo celebró en un Encuentro Internacional con sede en la Ciudad del Vaticano y que contó con la presencia del Papa Francisco y más de 6.000 invitados.
Desde el 1 de enero de 2025, su Director Internacional es el sacerdote jesuita Cristóbal Fones, SJ.
La Red Mundial de Oración del Papa lidera distintos proyectos e iniciativas de evangelización que tienen un amplio alcance en el mundo digital católico y han tenido una gran exposición en los medios: entre ellos, se destacan la aplicación Click To Pray (Clic para rezar), El Video del Papa, el itinerario de formación espiritual Camino del Corazón, y la aplicación para rezar el rosario, Click To Pray eRosary.

## Historia: Apostolado de la Oración

### Comienzos
La Red Mundial de Oración del Papa nació en 1844 con el nombre de Apostolado de la Oración. Surgió en el sur de Francia, en una casa de formación de jóvenes jesuitas ubicada en Vals-près-le-Puy. La iniciativa fue del sacerdote jesuita Francisco Javier Gautrelet, que en aquella época era el director espiritual del grupo de jóvenes. En la víspera de la fiesta de San Francisco Javier (2 de diciembre de 1844), les esbozó en una meditación la idea fundamental de lo que pasaría a llamarse Apostolado de la Oración y, actualmente, Red Mundial de Oración del Papa.
La práctica concreta que el Padre Gautrelet les sugirió para mantener vivo este espíritu era una oración de ofrecimiento del día, al inicio de la jornada.

### Difusión
En 1861, el padre jesuita Henri Ramière le dio un nuevo dinamismo, enmarcando esta propuesta en una perspectiva misionera: la devoción al Corazón de Jesús. Fue quien formalizó y le dio una estructura al Apostolado de la Oración, por eso se lo considera, junto al P. Gautrelet, un segundo refundador. Para este entonces, ya había 13 millones de adherentes.
Las prácticas  del  Apostolado de la Oración se difundieron entre campesinos y  jóvenes cristianos de las zonas cercanas a Vals-près-le-Puy. En pocos años, su propuesta se hizo popular en todo el país, llegando a tener millones de adherentes a nivel mundial. Se formaron grupos del Apostolado de la Oración en las parroquias e instituciones católicas. La idea pasó a tener la forma visible y estructurada de una asociación eclesial.

### Intenciones de oración del Papa
Entre 1890 y 1896, el Papa León XIII se interesó por hacer suya esta inmensa red de católicos que ofrecían sus vidas y su dedicación para apoyar espiritualmente la misión de la Iglesia. La asumió como una misión propia del Papa y la confió a la Compañía de Jesús en la persona del Padre General. Además, desde esa fecha comenzó a encomendarle al Apostolado de la Oración una intención mensual de oración que expresaba una preocupación suya por la cual pedía oraciones a todos los católicos.

## Proceso de recreación: Red Mundial de Oración del Papa

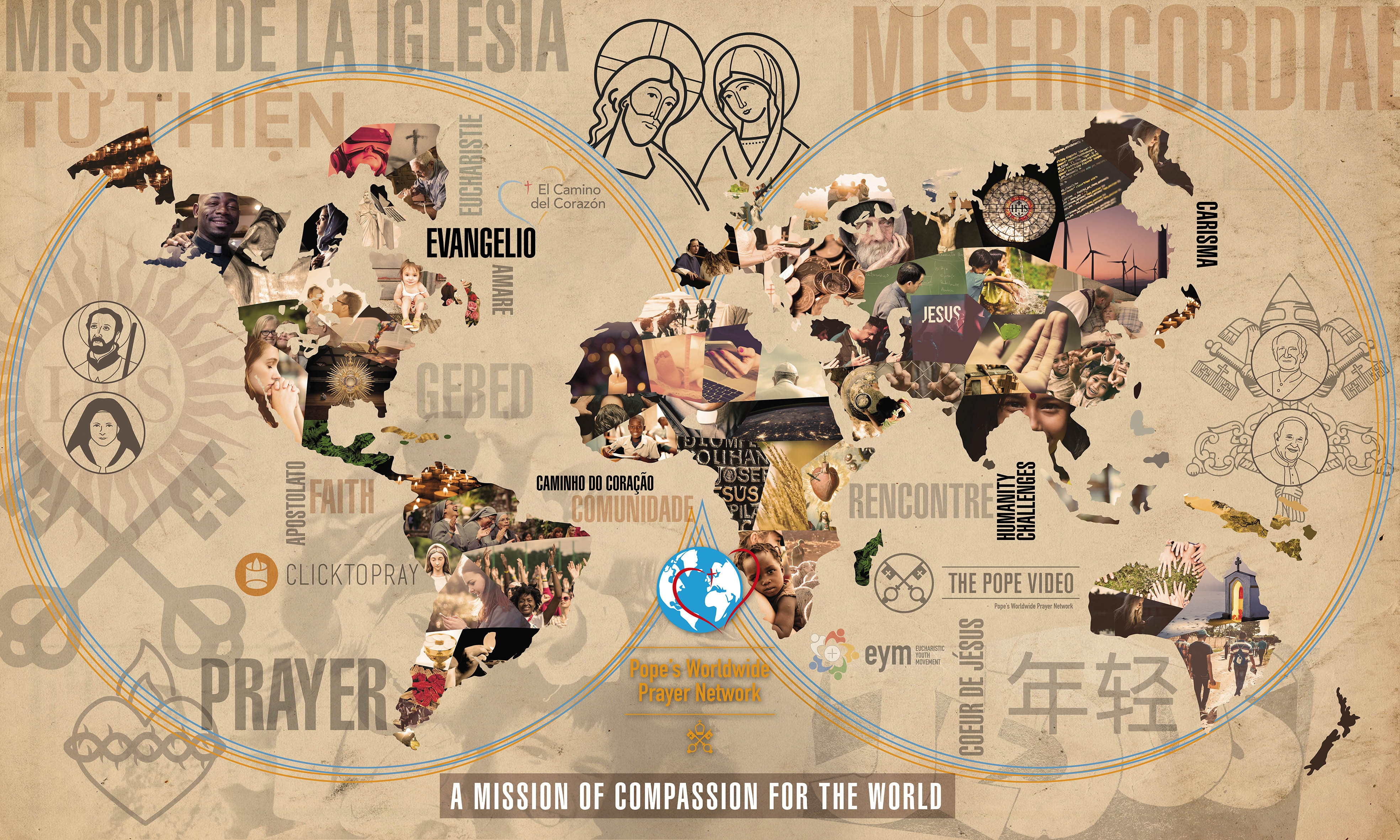
La misión de la Red Mundial de Oración del Papa es orar y vivir por los desafíos de la humanidad

En el año 2009, el padre Adolfo Nicolás, Padre General de la Compañía de Jesús en aquella época, quiso promover la recreación del servicio eclesial del Apostolado de la Oración. Comenzó de esta manera un largo proceso con el fin de redescubrir lo que constituía la parte esencial y auténtica de la misión confiada a lo largo de su historia.
A partir del 2010, comenzó un camino de reflexión y discernimiento en el que se trabajó con los distintos directores y coordinadores nacionales para presentar el tesoro espiritual del Apostolado de la Oración en el nuevo contexto del mundo de hoy. Esta nueva forma de presentar su misión culminó en la escritura de un documento que se presentó en el 2014 al Papa Francisco. En este documento surgió la propuesta de “Red Mundial de Oración del Papa”, que se terminó de formalizar en el 2015, con una nueva identidad visual.

El domingo 8 de enero de 2017, durante el rezo del Ángelus, el Papa Francisco utilizó el nuevo nombre por primera vez cuando animó a los fieles de todo el mundo, durante el rezo del Ángelus en la Plaza de San Pedro, a unirse a él en oración:
“Quisiera invitarlos a unirse a la Red Mundial de Oración del Papa que difunde, también por medio de las redes sociales, las intenciones de oración que propongo cada mes a toda la Iglesia. De esta manera, continúa avanzando el apostolado de la oración y se hace crecer la comunión”.
En el 2018, el Papa Francisco constituyó a la Red Mundial de Oración del Papa, antes conocida como Apostolado de la Oración, como obra pontificia con sede legal en el Estado de la Ciudad del Vaticano.
En diciembre de 2020 el Papa constituyó esta obra como fundación vaticana.

### 175º Aniversario
El 28 de junio de 2019, el Papa Francisco recibió en el aula Paulo VI a una delegación de su Red Mundial de Oración (incluido su Movimiento Eucarístico Juvenil) con motivo del 175º aniversario de su fundación y los diez años del inicio del proceso de recreación. Este encuentro internacional se realizó en la Solemnidad del Corazón de Jesús y reunió a más de 6.000 invitados y 7.500 por Facebook live para agradecer los frutos del proceso de recreación. Durante el acto, el Papa Francisco pronunció un discurso en el cual agradeció el compromiso de oración y apostolado de la institución:
“Prestad atención: el corazón de la misión de la Iglesia es la oración. Podemos hacer muchas cosas, pero sin oración no funciona”.

## Movimiento Eucarístico Juvenil
El Movimiento Eucarístico Juvenil (MEJ) es la rama juvenil de la Red Mundial de Oración del Papa. Se trata de niños y jóvenes de 7 a 18 años que desean vivir a la manera de Jesús. El MEJ les ayuda a construir una relación de amistad con Jesús, sacando sus cimientos de los Ejercicios Espirituales de San Ignacio.
Sus orígenes se remontan a 1914, cuando el Congreso Eucarístico Internacional de Lourdes convoca "una gran liga eucarística de niños, que despertará desde la infancia un movimiento general hacia” la comunión. A partir del Congreso Eucarístico se formaron y organizaron algunos grupos, como "Ligas Eucarísticas" y "Cruzadas de Oración de los Niños". Algunos de ellos estaban conectados con el Apostolado de la Oración. Dentro de la Cruzada de Burdeos, creada el 13 de noviembre de 1915, nació la "Cruzada Eucarística", hoy llamada Movimiento Juvenil Eucarístico (MEJ).

## Iniciativas y proyectos
Una parte del proceso de recreación que vivió la Red Mundial de Oración del Papa fue inmiscuirse en el mundo de la comunicación digital. No se trataba solo de comunicar lo mismo por medios digitales, sino de introducir una nueva visión, nuevos lenguajes y nuevas formas de compartir el tesoro espiritual, especialmente con los jóvenes. De esta manera, lanzaron iniciativas, proyectos y aplicaciones que han tenido un alcance global. Se trató de poner a la luz y de valorizar a toda la gente invisible y sin voz de las redes locales que rezan por la misión de la Iglesia. Entre ellos, podemos mencionar:

### Click To Pray

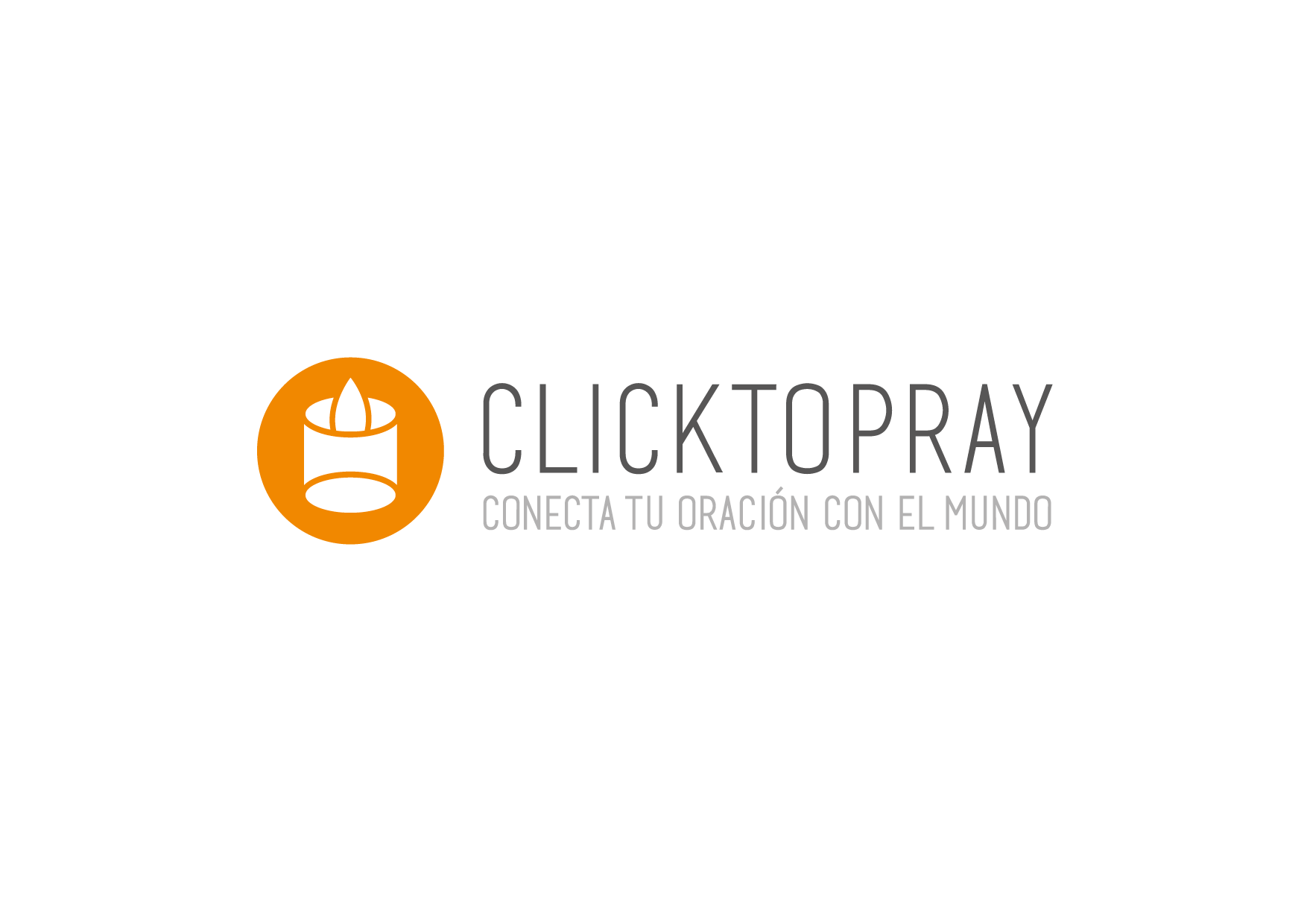
Logo oficial de Click To Pray

Click To Pray es la plataforma de oración oficial del Papa. Es una plataforma y aplicación gratuita que ayuda a rezar por las intenciones de oración del Papa Francisco. También propone una pedagogía para rezar cada día y permite conectar las oraciones de millones de católicos de todo el mundo a través de un “muro de oraciones”. Se lanzó en marzo de 2016 y se ha convertido en una de las aplicaciones religiosas más descargadas del mundo.
Click To Pray está disponible en siete idiomas y tiene presencia en distintas redes sociales: Facebook, Twitter, Instagram, YouTube. Además, cuenta con su propio blog y servicio de newsletter.
De hecho, el Papa Francisco tiene su propio perfil oficial en esta aplicación, la tercera red social en la que tiene una cuenta propia, después de Twitter e Instagram.

### El Video del Papa

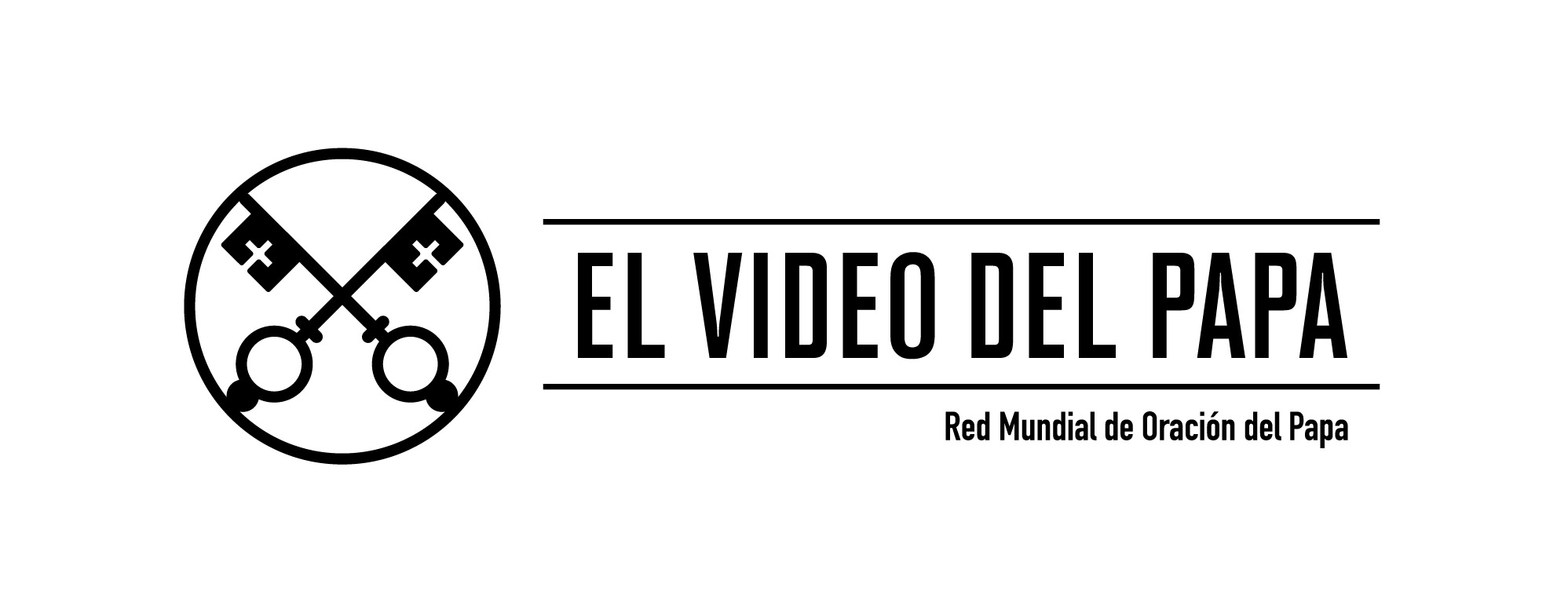
Logo oficial de El Video del Papa

El Video del Papa es una iniciativa global y gratuita que busca compartir a los católicos de todo el mundo, y a todos los que buscan paz, fraternidad y justicia, las intenciones de oración que el Papa Francisco confía cada mes a la Iglesia. Todos los meses, la Red Mundial de Oración del Papa produce un video en el que el Papa habla a cámara para explicar los desafíos de la humanidad y de la misión de la Iglesia, y pedir la oración de todos. El primer video se lanzó en enero de 2016 y su foco estuvo puesto en el diálogo interreligioso.
Hoy El Video del Papa tiene su propio sitio web, donde se comparten las ediciones de todos los meses junto a notas de prensa e infografías, y se traduce cada mes a 21 idiomas. Está presente en Facebook, Twitter, Instagram, YouTube, y se comparte, además, en las otras redes sociales oficiales del Papa Francisco: Twitter e Instagram.

### Click To Pray eRosary
Click To Pray eRosary es una aplicación gratuita, disponible en 5 idiomas, que ayuda a las personas a rezar el rosario por la paz en el mundo. Busca unir la tradición espiritual de la Iglesia Católica con los últimos avances del mundo tecnológico. Salió en octubre de 2019.

### El Camino del Corazón
El Camino del Corazón es una aplicación y sitio web gratuito en español que ofrece el itinerario espiritual de la Red Mundial de Oración del Papa. Este camino de formación ayuda a entrar a los usuarios en una misión de compasión por el mundo. También está adaptado en libros digitales, que se pueden encontrar y descargar gratuitamente en la plataforma Issuu.  

## Santos, Beatos, Venerables y Siervos de Dios

### Santos
- Santa Teresa del Niño Jesús y la Santa Faz, OCD
- Santa Caterina Volpicelli, primer promotora del Apostolado de la Oración en su ciudad natal.[25]
- San Arnoldo Janssen, 1837-1909, promotor del Apostolado de la Oración en su diócesis,  la de Münster, Alemania entre 1867 y 1875. Posteriormente fundó la Sociedad del Verbo Divino, SVD, para las misiones.

### Siervos de Dios
- Sierva de Dios Cunegonda Siwiec, OCDS[26]